# 第一観光バス (秋田県)
第一観光バス株式会社（だいいちかんこうバス）は、秋田県能代市に本社を置く、日本のバス・タクシー事業者である。貸切バス・乗合バス・タクシー事業のほか、旅行業も営む。日本バス協会傘下の秋田県バス協会会員。
キャッチフレーズは「ようこそ白神山地バスツアーの第一観光バスへ」。公式ウェブサイトや貸切バスの車体には「なまはげ」のキャラクターが描かれている。また乗合バス事業として、能代市のコミュニティバス「二ツ井コミュニティバス」を受託運行している
なお、福岡県にも第一交通産業グループの「第一観光バス株式会社」があるが無関係である。

## 定期観光バス
過去にJR奥羽本線二ツ井駅・大館能代空港と白神山地を結ぶ定期観光バスを運行していたが、現在は運休している。。
過去の運行路線は以下のとおり。
- 白神山地・岳岱コース
  - 二ツ井駅 - 白神遺産センター - 峨瓏峡 - 白神山地 - 岳岱 - 二ツ井駅 - 大館能代空港
- 白神山地展望と十二湖・不老ふ死温泉コース

## 二ツ井コミュニティバス

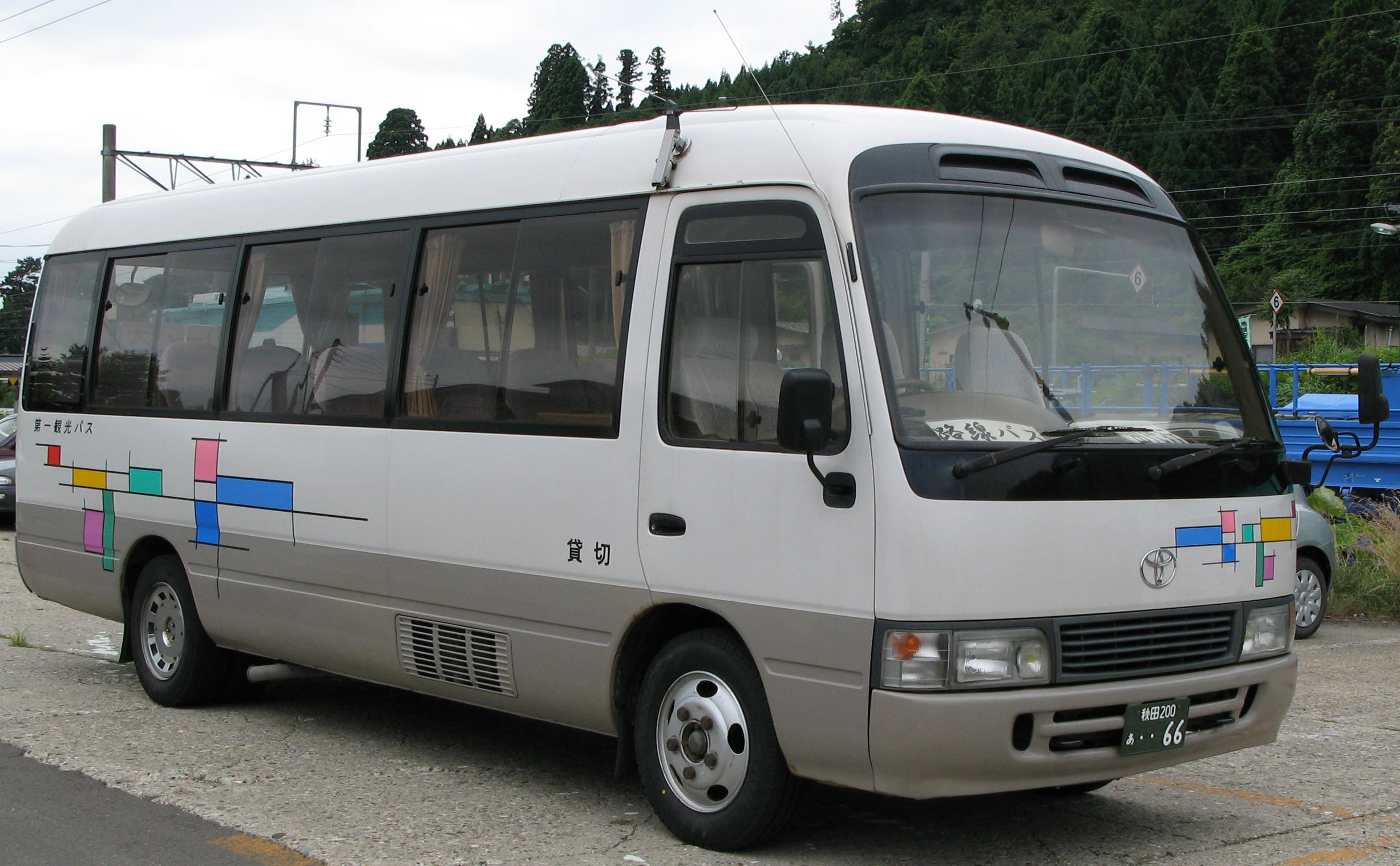
二ツ井コミュニティバス「種梅線」の車両
（トヨタ・コースター）

旧二ツ井町内の一般路線バスの廃止代替バスとして、能代市から「二ツ井コミュニティバス」を受託運行している。
3路線が運行されており、いずれも旧二ツ井町域の集落と、学校・公共施設・道の駅、JR二ツ井駅を結んでおり、スクールバスの機能も果たしている。日曜日・祝日は運休。
運賃は均一運賃で、大人200円（中学生以上）、小学生100円、未就学児は無料。
専用回数券・定期券も用意されており、回数券はバス車内および第一観光バス事務所、定期券は第一観光バス事務所で販売している。

### 路線
2022年4月1日改正の路線は以下のとおり（主な停留所のみ記載）。
種梅線
- 岩坂 - 馬子岱 - 梅内 - 種 - 二ツ井小学校 - 二ツ井地域局 - 二ツ井駅 - 道の駅ふたつい

天神線
- 下田平 - 麻生 - 天神 - 小繁 - 道の駅ふたつい - 二ツ井地域局 - 二ツ井小学校 - 二ツ井駅

田代線
- きみまち杉 - 上高屋敷 - 出羽田代 - 鬼神 - 仁鮒 - 二ツ井小学校 - 二ツ井地域局 - 二ツ井駅 - 道の駅ふたつい

## 旅行業
旅行業部門は、過去には「第一ツーリスト」の屋号で営業していた。能代営業所の閉鎖後、2016年4月からは本社で営業している（秋田県知事登録旅行業 第2-58号）。

## カスタマーハラスメントへの意見広告
2023年3月16日、秋田県の地方新聞『北羽新報』朝刊に第一観光バスの意見広告が掲載された。意見広告は「その苦情、行き過ぎじゃありませんか？（カスタマーハラスメントについて）」と題したもので、その文面は「最近、些細なことで理不尽なクレームや過度な要求をするお客様がおられます。」という書き出しに始まり、「お客様と社員は対等の立場であるべきで、お客様は神様ではありません。」「理不尽なクレームや要求には毅然とした対応を取り、場合によっては乗車をお断りいたします。」と結ばれたものであった（太字部分は実際に意見広告で太字強調されていた部分）。
この意見広告は地方紙の片隅に掲載されたものであったが、新聞を読んだ地元住民が意見広告の載った紙面を撮影して写真をTwitterに投稿したことから、日本全国で大きな反響を呼ぶこととなった。
同社がこの意見広告を出すに至った背景には、同社のタクシー・バス運転手に対する一部乗客からの数年来にわたるカスタマーハラスメントがあり、ドライブレコーダーを確認すると事実無根の暴言も多数あったという。同社社長は朝日新聞の取材に対し「些細なミスを激しく責め立てたり、事実無根の苦情を言ったりするのはやめてほしい」と訴えた。

## グループ会社
いずれも秋田県内に所在。
- 合資会社第一タクシー（法人番号：7410003001682）
  - 本社：能代市。介護保険適用事業者（介護タクシーの運行）、旅行業（秋田県知事登録旅行業 第2-127号）。
- 株式会社二ツ井観光タクシー（法人番号：1410001007448）
  - 本社：能代市。山本郡内でタクシーを運行。
- 株式会社さくら観光（法人番号：8410001006897）
  - 本社：大館市。タクシー・バスを運行。2016年6月に秋田県バス協会へ加入[10]。福島県のさくら観光（桜交通グループ）とは無関係。
- 十和田タクシー（法人番号：7410003001550）
  - 本社：鹿角市。タクシー・バスを運行。JRバス東北十和田南線の廃止代替バスの運行もしている。青森県内にも同名のタクシー会社が複数あるが無関係。

過去のグループ会社
- 有限会社第一タクシーサービス（法人番号：7410002009108）
  - 本社：大館市[11]。2017年（平成29年）3月31日付で清算結了[11]。中島日吉のアイディアで日本初、女性ドライバーのみの会社との売り込みで設立したが、実際は日本初ではなかった。[要出典]